# Provincia de Akmolá
Akmolá (en kazajo: Ақмола облысы, romanizado: Aqmola oblysy; en ruso: Акмолинская область) es una de las diecisiete provincias que, junto con las tres ciudades independientes, conforman la República de Kazajistán. Su capital es Kokshetau. Está ubicada al centro-norte del país, limitando al norte con Kazajistán Septentrional, al este con Pavlodar, al sur con Karagandá y al oeste con Kostanay. Además, rodea la ciudad independiente de Astaná, capital del país.
En la provincia se extrae oro y carbón.

## División administrativa

Distritos de la provincia de Akmolá.

La provincia está dividida administrativamente en diecisiete distritos y las ciudades de Kokshetau y Stepnogorsk.
1. Distrito de Akkol, con su centro administrativo en Akkol
2. Distrito de Arshaly, centro administrativo Arshaly
3. Distrito de Astracán, centro administrativo el selo de Astrakhanka
4. Distrito de Atbasar, centro administrativo Atbasar
5. Distrito de Bulandy, centro administrativo Makinsk
6. Distrito de Burabay, centro administrativo Shchuchinsk
7. Distrito de Egindikol, centro administrativo Egindikol
8. Distrito de Enbekshilder, centro administrativo Stepnyak
9. Distrito de Ereymentau, centro administrativo Ereymentau
10. Distrito de Esil, centro administrativo Esil
11. Distrito de Korgalzhyn, centro administrativo el selo de Korgalzhyn
12. Distrito de Sandyktau, centro administrativo el selo de Balkashino
13. Distrito de Shortandy, centro administrativo Shortandy
14. Distrito de Tselinograd, centro administrativo el selo de Akmol
15. Distrito de Zerendi, centro administrativo el selo de Zerendi
16. Distrito de Zhaksy, centro administrativo Zhaksy
17. Distrito de Zharkain, centro administrativo Derzhavinsk

Las siguientes localidades son las que cuentan con estatus de ciudad en la Provincia de Akmola: Akkol, Atbasar, Derzhavinsk, Ereymentau, Esil, Kokshetau, Makinsk, Shchuchinsk, Stepnogorsk y Stepnyak.